# The Dialectic of Sex
The Dialectic of Sex: A Case for Feminist Revolution, skriven av Shulamith Firestone, utkom 1970. Boken lanserade radikalfeminismen och är ett av denna riktnings viktigaste verk.
The Dialectic of Sex är ett försök att skapa en teoretiskt hållbar grund för en ny revolutionär rörelse, radikalfeminismen. Firestones huvudtes är att alla revolutionära försök som gjorts, till exempel i Sovjetunionen eller Kina, misslyckats med att frigöra mänskligheten därför att de inskränkt sig till socialismen och inte tagit steget fullt ut med att införliva den sexuella revolutionen och kulturrevolutionen i det revolutionära programmet.
| ”                                                          | Feminister måste ifrågasätta, inte bara hela den västerländska kulturen, men själva kulturens struktur och vidare, även själva naturens struktur. Många kvinnor ger upp i vanmakt: om det är så djupt det sitter så vill de inte veta. | „ |
| – Shulamith Firestone, fritt översatt efter the New Yorker | |   |

Firestone gör upp med Karl Marx och Friedrich Engels, grundarna av marxismen, för deras okunnighet och likgiltighet inför kvinnans situation och revolutionära potential, men använder sig samtidigt deras historiska materialism i sina egna analyser. Samtidigt ger hon en helt ny tillämpning åt Sigmund Freuds teorier om människans psykologi genom att frånta dem dess psykologiska perspektiv och sätta dem i ett sammanhang av ett maktperspektiv såväl som den marxistiska idén om människans samverkande natur.
Firestone är noga med att poängtera målsättningarna, kommunismen, pansexualiteten och avskaffandet av kulturen, och hon gör ovanligt specifika föreställningar om deras specifika karaktär. Shulamiths feministiska revolution stannar inte vid avskaffandet av de manliga privilegierna, själva könsidentiteten bör elimineras i den utsträckning som krävs för att människors olika genitalier inte ska ha några kulturella implikationer.

## Mottagande
Boken fick ett blandat mottagande, the Times kallade författaren för både "briljant" och "löjeväckande" i samma recension. Boken risades i olika kvällsprogram, men steg på bästsäljarlistorna och fick smeknamnet "kvinnans lilla röda".